# ستيفن لانغ (لاعب كرة قدم)
ستيفن لانغ (بالألمانية: Steffen Lang)‏ هو لاعب كرة قدم ألماني في مركز الدفاع، ولد في 14 أغسطس 1993 في نوردلينغن في ألمانيا. شارك مع منتخب ألمانيا تحت 19 سنة لكرة القدم. أما مع النوادي، فقد لعب مع أرمينيا بيليفيلد ونادي شتوتغارت.

## وصلات خارجية
- ستيفن لانغ على موقع قاعدة بيانات كرة القدم.إي يو (الإنجليزية)
- ستيفن لانغ على موقع بيانات كرة القدم. دي إي (الألمانية)
- ستيفن لانغ على موقع عالم كرة القدم.نت (الإنجليزية)